# Os Samsonadze
სამსონაძეები (Os Samsonadze em português) é uma sitcom de televisão animada georgiana criada e produzida por Shalva Ramishvili. Foi transmitido pela primeira vez na Geórgia em novembro de 2009. A série Animada teve 1 temporada em apenas 14 episódios. 

## Episódios
- როგორ სჰეყმნა სამსონადზეები (Como Criar os Samsonadze)
- სამსაxური ბანქსჰი 1თეთრის გამო არ დააგვიანოთ (Não se Atrase para 3 Sacos Brancos do Banco)
- დროxა არ გაიიდა (Por Favor, Me Leve Embora da Vaca)
- ბრდზოლა ქინოზე: ყეთო და ქოთე (Batalha para Filme: Qeto e Kote)